# James P. Cannon
Pour les articles homonymes, voir James Cannon et Cannon.
 (janvier 2017).
James Patrick Cannon, né le 11 février 1890 à Rosedale dans le Kansas et mort le 21 août 1974 à Los Angeles, est un syndicaliste américain.
Communiste de tendance trotskiste, Cannon est un des fondateurs du Socialist Workers Party.

## Biographie
James P. Cannon est d'abord membre de l'Industrial Workers of the World (IWW) puis du Socialist Party of America. Il est personnellement formé par Bill Haywood, un influent dirigeant de l'IWW.
Cannon s'oppose à la Première Guerre mondiale de par ses positions internationalistes et se rallie à la Révolution russe de 1917. En 1919, il est un des membres fondateurs du Parti des Travailleurs communistes (actuellement connu sous le nom de Parti communiste USA) et prend part à sa direction dès les premiers jours, servant comme président du Parti de 1919 à 1928, fonction secondaire comparée au secrétaire général.
Avec la factionnalisation du Parti communiste américain dans les années 1920, répercutant la stalinisation au niveau mondial des partis communistes, Cannon est responsable de l'International Labor Defense (organisme influencé par le parti, qui s'occupe des mouvements anti-lynchages et de la défense des droits civiques). Cette fonction lui permet de s'assurer des soutiens militants. Ses partisans étaient généralement organisés au sein du groupe appelé « faction Foster-Cannon ».
En 1928, lors de son séjour en Russie, Cannon lit une critique de la direction de l'Internationale communiste écrite par Léon Trotsky que le Komintern a laissé circuler par erreur. Convaincu par les arguments de Trotsky, il essaie de former une Opposition de Gauche dans le Parti communiste américain dominé par les staliniens. Il est alors expulsé. Il fonde par la suite la Ligue communiste d'Amérique avec Max Shachtman et Martin Abern, et commence la publication de The Militant. Cette ligue déclare être une faction externe du Parti communiste américain.
Avec l'effondrement du Komintern face au nazisme, les dirigeants de la ligue concluent avec Trotsky que le Komintern ne peut plus être réformé de l'intérieur. Ils s'embarquent ainsi dans la construction d'une nouvelle Internationale et de nouveaux partis. Cela signifie concrètement que la Ligue communiste d'Amérique n'est plus considérée comme une faction externe du Parti communiste américain mais comme l'embryon d'un futur parti révolutionnaire. Cela signifie également qu'ils se tourneront vers les autres mouvements du communisme non stalinien qui partagent leurs objectifs.
Bien que la Ligue Communiste soit une petite organisation - leurs opposants surnommaient Cannon, Abern et Shachtman « les trois généraux sans armée » - elle gagne à Minneapolis et à Saint Paul la majorité des militants du Parti communiste. Ainsi quand la lutte des classes explose au début des années 1930, la Ligue Communiste est en bonne position pour appliquer ses idées dans ces villes jumelles. Notamment grâce à l'influence qu'elle exerce dans l'International Brotherhood of Teamsters (syndicat routier) qui grandit rapidement après une lutte historique en 1934. Cannon joue un rôle majeur dans cette lutte en dirigeant quotidiennement, avec Shachtman, le travail de la Ligue Communiste.
Peu après l'American Workers Party d'Abraham Johannes Muste et la Ligue Communiste fusionnent, formant le Workers Party of the United States. Plus tard, avec l'augmentation de leurs forces, ils rejoignent le Socialist Party of America (SPA) en tant que tendance interne. Ce ralliement n'est pas du goût d'une autre faction à l'intérieur du SPA qui scissionne pour former le Revolutionary Workers League, mené par Hugo Oehler. En 1937 après avoir recruté un grand nombre de militants du Young People's Socialist League (organisation de jeunesse du Socialist Party of America), la tendance de Cannon quitte le SPA et crée le Socialist Workers Party. Cannon devient son premier secrétaire.
Cannon est également un des dirigeants principaux de la Quatrième Internationale, fondée en 1938 par Léon Trotsky. Il visite la Grande-Bretagne dans l'intention d'unifier les différents groupes britanniques. L'unification est effective avec la création de la Revolutionary Socialist League, qui se désintègrera rapidement.
En 1940, l'un des codirigeants du SWP, Max Shachtman, quitte le parti avec de nombreux militants pour former le Workers Party. La raison de cette scission est le désaccord avec les théories de Cannon, selon lesquelles les trotskistes doivent continuer à défendre l'Union des républiques socialistes soviétiques contre l'impérialisme occidental, mais aussi que la minorité du SWP doit se soumettre à l'autorité de la majorité. Ce conflit est relaté dans le livre de Cannon The Struggle for the Proletarian Party et dans celui de Trotsky In Defense of Marxism. Un autre coup dur s'abat sur le SWP pendant la Seconde Guerre mondiale : Cannon et d'autres membres du SWP sont emprisonnés en raison du Smith Act qui condamne l'opposition à la guerre. Même en prison son influence reste forte, écrivant régulièrement aux dirigeants du parti ; par exemple, il leur recommande de changer la ligne du parti sur l'Insurrection de Varsovie. Le livre de Cannon Letters from Prison contient plusieurs de ces missives.
Après la guerre, Cannon reprend la direction du SWP, mais son rôle décline progressivement après avoir laissé en 1953 le poste de secrétaire national à Farrell Dobbs. Cannon se retire en Californie au milieu des années 1950. Il reste cependant un membre actif du comité politique du parti. Cannon est très impliqué dans les scissions qui s'opèrent aussi bien dans le SWP que dans la Quatrième Internationale en 1952. Il prend la direction de l'une des deux factions publiques de l'Internationale qui est soutenu par le SWP, « Le Comité International de la Quatrième Internationale » (QICI). Il soutient la réunification des deux factions en 1963, donnant ainsi naissance au Secrétariat unifié de la Quatrième Internationale. Il ne prend pas part aux divers conflits de tendances entre 1963 et 1967, excepté pour décrier les normes organisationnelles plus fermes développées par ses anciens défenseurs. 
Cannon est considéré comme un journaliste révolutionnaire talentueux, un grand nombre de ses articles sont rassemblés dans une série de livres, les plus connus d'entre eux étant Notebook of an Agitator et The Struggle for a Proletarian Party.
D'autres livres d'une importance notoire ont été écrits par Cannon : America's Road to Socialism, The History of American Trotskyism, Socialism on Trial et The First Ten Years of American Communism.